# 中川千英子
中川 千英子（なかがわ ちえこ）は日本の脚本家。

## 人物
石川県金沢市出身。清泉女子大学文学部卒。芦沢俊郎シナリオ研究所にて作劇を学ぶ。元日本語教師。
ぶらざあのっぽ主催アニメシナリオコンテスト「第２回 天下一文闘会」最終選考選出。
日本シナリオ作家協会シナリオ講座　第76期講師。
石川県人会広報誌『石川縣人』編集委員。

## 作品

### 映画
- サムライ・ロック（2015年）
- ザ・ムービー アルスマグナ危機一髪（2016年）
- きょうのキラ君（2017年）
- 兄友（2018年）
- 10万分の1（2020年）

### テレビドラマ
- 恋する私のベーカリー（2012年）
- ホテルコンシェルジュ（2015年、TBSテレビ）
- 兄友（2018年、TBSテレビ）

### アニメ
- ハンドレッドノート「スワロウテイル『裏切りの窓』」

### 書籍
- 時代を切り開いた世界の10人 ココ・シャネル（2014年、学研プラス）
- 連続テレビ小説（NHK）
  - マッサン（2014年） - ノベライズ
  - べっぴんさん（2016年） - ノベライズ
  - エール（2020年） - ノベライズ
  - らんまん（2023年） - ノベライズ
- レジェンド伝記 津田梅子（2019年、学研プラス）

### 落語
- ゆとり～マートへようこそ（2018年）
- お友達になりたい（2018年）
- 鈴々舎馬桜主催 第二回 馬桜実験劇場「恋愛シンギュラリティ」（2023年）

### 舞台
- ハイスクール歌劇団☆男組（2012年）
- しっぽのなかまたち３（2013年）
- クロノステージvol.3鏡の中のAuftakt（2016年）